# 沖森卓也
沖森 卓也（おきもり たくや、1952年〈昭和27年〉7月20日 - ）は、日本の日本語学者、立教大学名誉教授。二松學舍大学教授。専攻は日本語学。

## 略歴
三重県伊賀市生まれ。伊賀で古書店を経営していた郷土史研究家・沖森直三郎の孫。
1971年・三重県立上野高等学校卒業。1975年・東京大学文学部国語国文学専修課程卒業。1977年・東京大学大学院人文科学研究科国語国文学専門課程修士課程修了。同助手。1979年・白百合女子大学専任講師、1983年・助教授、1985年・立教大学助教授、1990年・教授。2018年・定年退任、名誉教授となる。
現在、二松學舍大学教授。2023年、文化庁長官表彰。
1999年「日本古代の表記と文体」で東京大学より博士（文学）の学位を取得。

## 主張
国語政策に関して革新主義的思想を述べている。特に日本語の「国際化」に関しては、大量の移民の受け入れが不可欠であるとして、日本語の平易化を推している。具体的に、頻出度が低い漢字の使用をやめる漢字制限や、わずかなニュアンスの違いしかない言葉の一部を使用しなくなる語彙制限、高低アクセントの自由化などで、例えば「インドネシアから来ている看護師になりたい人たちから見」て日本語が習得しやすいように、徐々に改革していくべきとしている。
また、文字体系の複雑さ（文字種の数や字音・字訓の多様性）や語彙の豊富さがゆえに日本語を面白く感じる日本語学習者がいるのに対し、沖森は「日本語が面白いかどうかと聞かれたら、ニュートラル」だとも述べている。

## 著作

### 書籍

#### 単著
- 『日本古代の表記と文体』（吉川弘文館、2000）。オンデマンド版2013
- 『日本語の誕生 古代の文字と表記』（吉川弘文館、2003）
- 『はじめて読む日本語の歴史』（ベレ出版、2010）
- 『日本の漢字 1600年の歴史』（ベレ出版、2011）
- 『文章が変わる接続語の使い方－文の論理は接続語で決まる』（ベレ出版、2016）
- 『日本語全史』（ちくま新書、2017）

#### 共編・編著
- 『日本語史』（桜楓社、1989）
- 『資料日本語史』（桜楓社、1991）
- 『歌経標式 注釈と研究』佐藤信・矢嶋泉・平沢竜介共著（桜楓社、1993）
- 『上代木簡資料集成』佐藤信共編（おうふう、1994）
- 『東京国立博物館蔵本延喜式祝詞総索引』（古典研究会、1995）
- 『日本辞書辞典』加藤知己,倉島節尚,牧野武則共編（おうふう、1996）
- 『日本語表現法』半沢幹一共編（三省堂、1998）
- 『藤氏家伝 鎌足・貞慧・武智麻呂伝 註釈と研究』佐藤信・矢嶋泉共編（吉川弘文館、1999）
- 『ベネッセ表現読解国語辞典』中村幸弘共編（ベネッセコーポレーション、2003）
- 『三省堂五十音引き漢和辞典』三省堂編修所（三省堂、2004）
- 『上宮聖徳法王帝説 注釈と研究』佐藤信・矢嶋泉共編（吉川弘文館、2005）
- 『出雲国風土記』佐藤信・矢嶋泉共編（山川出版社、2005）
- 『播磨国風土記』佐藤信・矢嶋泉共編（山川出版社、2005）
- 『文字表現の獲得』（文字と古代日本）（吉川弘文館、2006）
- 『図解日本語』木村義之・陳力衛・山本真吾共編（三省堂、2006）
- 『常陸国風土記』佐藤信・矢嶋泉（山川出版社、2007）
- 『豊後国風土記・肥前国風土記』佐藤信・矢嶋泉共編 (山川出版社、2008）
- 『日本語史概説』陳力衛・肥爪周二・山本真吾共編（朝倉書店、2010）
- 『古代氏文集―住吉大社神代記・古語拾遺・新撰亀相記・高橋氏文・秦氏本系帳』佐藤信・矢嶋泉共編（山川出版社 2012）
- 『写真で読み解く語源大辞典』監修 あかね書房 2012
- 『古典文法の基礎』編著 山本真吾,永井悦子著　朝倉書店 日本語ライブラリー　2012
- 『語と語彙』編著 木村一,鈴木功眞,吉田光浩著 朝倉書店 日本語ライブラリー 2012
- 『漢文資料を読む』編著 齋藤文俊,山本真吾著 朝倉書店 日本語ライブラリー 2013
- 『韓国語と日本語』曺喜澈共編著 朝倉書店 日本語ライブラリー 2014
- 『中国語と日本語』蘇紅共編著 朝倉書店 日本語ライブラリー 2014
- 『ことばの借用』阿久津智共編著 岡本佐智子,小林孝郎,中山惠利子著 朝倉書店 日本語ライブラリー 2015
- 『文章と文体』山本真吾共編著 揚妻祐樹,木村義之,小林明子,小林肇,森雄一,渡邊ゆかり著 朝倉書店 日本語ライブラリー 2015
- 『新校古事記』佐藤信,矢嶋泉共編 おうふう 2015
- 『品詞別学校文法講座』全8巻 中山緑朗,飯田晴巳監修 山本真吾,木村義之,木村一共編集 明治書院 2013-16

### 論文
- <沖森卓也